# Systems in Blue
Systems in Blue je nemška pop skupina, ki so jo najprej sestavljali Rolf Köhler, Michael Scholz in Detlef Wiedeke. Začetki segajo v 60-ta leta, ko so njeni člani delovali po različnih skupinah v 60ih in 70ih. Rolf Köhler je sodeloval z več različnimi izvajalci, kot na primer Blonker, Uriah Heep, Blind Guardian, Helloween, Grave Digger, Gamma Ray, Iron Savior, Savage Circus, Tokyo, Mephistopheles, Kin Ping Meh (z Geffom Harrisonom v zasedbi), kot tudi mnogimi drugimi. Vsekakor so najbolj poznani zaradi sodelovanja v skupini Modern Talking med 1984 in 1987 in med 1998 in 2000 ter skupini Blue System med 1987 in 1997.

### Tožba
Leta 2001 so glasbeniki vložili odškodninsko tožbo proti založbi BMG, saj so bili mnenja, da niso bili pošteno plačani za svoj doprinos k uspehu tekstopisca in producenta Dietra Bohlena pri njegovih produkcijah Modern Talking, Blue System, C. C. Catch, Nino de Angelo, Chris Norman, Thomas Forstner, in mnogi drugi. Tožbo so zaključili z izvensodno poravnavo. Založba BMG Berlin je potrdila, da so omenjeni glasbeniki v velikem delu pripomogli k uspehu s sodelovanjem v prepoznavnem zborčku skupine Blue System in Modern Talking tudi pri drugih albumih (poleg America, Victory, in Universe). Njihovi glasovi so bili nato obdelani in multiplicirani v prepoznavni zborček 80ih.

### Ustanovitev skupine
Leta 2003 so skupaj s tekstopiscem in producentom Thomasom Widratom ustanovili skupino Systems In Blue. Prvi singel z naslovom Magic Mystery izdanim 22. Marca 2004, so se povzpeli na TOP-100 Amazon in priplezali celo do 12.mesta na lestvici Maxi-Charts. V kategoriji "European Dance Charts" je singel dosegel 1. mesto. Po zamenjavi založbe in po dveh dodatnih singlih, so izdali svoj debitantski album z naslovom Point Of No Return (20. Septembra 2005).

### Smrt vodilnega vokalista
16. septembra 2007 je nekaj dni po kapi v bolnišnici, pri starosti 56 let, umrl glavni vokalist Rolf Köhler.

## Diskografija

### Albumi
- 2005: Point Of No Return
- 2008: Out Of The Blue
- 2009: Heaven & Hell - The Mixes
- 2010: The Big Blue Megamix

### Singli
- 2004: Magic Mystery
- 2004: Winner
- 2005: Point Of No Return
- 2006: 1001 Nights
- 2006: Give A Little Sweet Love (feat. Mark Ashley)
- 2007: Voodoo Queen
- 2008: Dr. No
- 2009: Heaven and Hell

### Omejene izdaje
- 2004: Winner (Special Fan - Edition)
- 2005: System In Blue
- 2005: Sexy Ann
- 2008: Jeannie Moviestar (feat. Mark Ashley)

### DVD-ji
- 2005: SIB & Patty Ryan live in Essen (as DVD-R)
- 2006: SIB Behind The Scenes 1001 Nights (as DVD-R)